# Ivan Tomko Mrnavić
Ivan Tomko Mrnavić (Marnavić; Marnavich, Giovanni Tomco) (Šibenik, 7. veljače 1580. (1579.) – Rim, 1. travnja 1637. (1639.)) hrvatski katolički svećenik, teolog, književnik i povjesničar

## Životopis
Rodio se je u Šibeniku. U rodnom je gradu pohađao sjemenište. 1602. je godine otišao u Rim, gdje je na Ilirskom kolegiju završio studij teologije i filozofije 1603. godine. Vratio se je potom u Šibenik i iste je godine zaredio se za svećenika. Od 1606. je godine šibenskim kanonikom, a uskoro potom i tajnikom kaptola. Dok je bio u Ugarskoj, upoznao se je sa svojim njegovim sugrađaninom, čanadskim biskupom Faustom Vrančićem. Vrančić ga je 1614. preporučio Papi V. u Rimu kao prevoditelja crkvenih knjiga s latinskoga i talijanskog na hrvatski jezik. Na stogodišnjicu smrti Petra Berislavića 1620., objavljuje u Mletcima njegov životopis.
Poslije 1622. osnovana je u Rimu Kongregacija za širenje vjere (Congregatio de propaganda fide) pa je surađivao na objavljivanju glagoljskih crkvenih knjiga. Od 1627. je zagrebački kanonik, zbog čega je više puta išao u Zagreb. Često je iz rodnoga grada putovao u inozemstvo. Nerijetko je odredište bio Rim u kojem je predavao bogoslovlje. U Rimu je čestim stanovnikom do 1631. godine, jer je ondje tiskao ili pripremao za tiskanje svoja djela, koja je pisao na latinskom, talijanskom i hrvatskom jeziku te preveo mnoge ilirske knjige na latinski jezik. U Rimu je također bio članom tamošnjeg Zavoda sv. Jeronima. Više je puta bio izabran za predsjednika zbora (kongregacije) sv. Jeronima. Od 1631. godine je počasni građanin Rima. Od 1631. do 1635. (1639.) je naslovnim biskupom Bosanske biskupije. Umro je u Rimu 1637. godine.

## Vanjske poveznice
- WorldCat
- VIAF